# Levanger
Levanger – norweskie miasto i gmina leżąca w regionie Trøndelag.
Levanger jest 171. norweską gminą pod względem powierzchni.
Atrakcjami turystycznymi Levanger są drewniana zabudowa centrum, kurhan z początków naszej ery oraz kilka średniowiecznych kościółków.
W mieście jest stacja kolejowa Levanger.

## Demografia
Według danych z roku 2021 gminę zamieszkuje 20 104 osób. Gęstość zaludnienia wynosi 32,97 os./km². Pod względem zaludnienia Levanger zajmuje 55. miejsce wśród norweskich gmin.
| ludność stan na 2. kwartał 2021 |         |           |       |
|                                 | kobiety | mężczyźni | razem |
| osób                            | 10135   | 9969      | 20104 |
| %                               | 50,42%  | 49,58%    | 100%  |

| wykształcenie stan na 2021 Osoby powyżej 16 roku zycia |        |         |        |        |
|                                                        | podst. | średnie | wyższe | niezn. |
| osób                                                   | 3545   | 6523    | 5761   | 57     |
| %                                                      | 22,33% | 41,06%  | 36,26% | 0,35%  |

## Edukacja
Według danych z 7 lutego 2019:
- liczba szkół podstawowych (norw. grunnskolar): 9
- liczba uczniów szkół podst.: 2739

## Władze gminy
Według danych na rok 2019 administratorem gminy (norw. rådmann) jest Ola Stene, natomiast burmistrzem (norw. ordfører, d. borgermester) jest Anita Ravlo Sand.